# ブンクル州
ブンクル州（ブンクルしゅう、インドネシア語: Bengkulu）はインドネシアの州。スマトラ島の西岸に位置する。州都はブンクル。

## 行政区分
ブンクル州は8の県と1つの市部に分けられている。

### 県
- 南ブンクル県（英語版）
- ブンクル中央県（英語版）
- 北ブンクル県（英語版）
- カウル県（英語版）
- セルマ県（英語版）
- ムコムコ県（英語版）
- ルボン県（英語版）
- レジャン・ルボン県（英語版）
- ケパヒアン県（英語版）

### 市
- ブンクル市